# Myasnikyan
Myasnikyan (en armenio: Մյասնիկյան) es un pueblo de Armenia ubicado en la provincia de Armavir.
En 2009 tenía 4523 habitantes. Recibe su nombre en honor al político comunista Alexander Miasnikian.
La economía local se basa principalmente en la agricultura y la ganadería. Myasnikyan fue fundado en el siglo XX como extensión del antiguo pueblo de Araks y alberga en su casco urbano la estación de ferrocarril de Araks.
Se ubica sobre la carretera H17, unos 10 km al noroeste de Armavir.

## Demografía
Evolución demográfica:
| Año        | 1959 | 1970 | 1979 | 2001 | 2004 | 2009 |
| Habitantes | 1364 | 2848 | 3219 | 3798 | 4350 | 4523 |